# Leucanthemum aragonense
Leucanthemum aragonense là một loài thực vật có hoa trong họ Cúc. Loài này được (Asso) Samp. mô tả khoa học đầu tiên năm 1921.